# Władysław Siarkowski

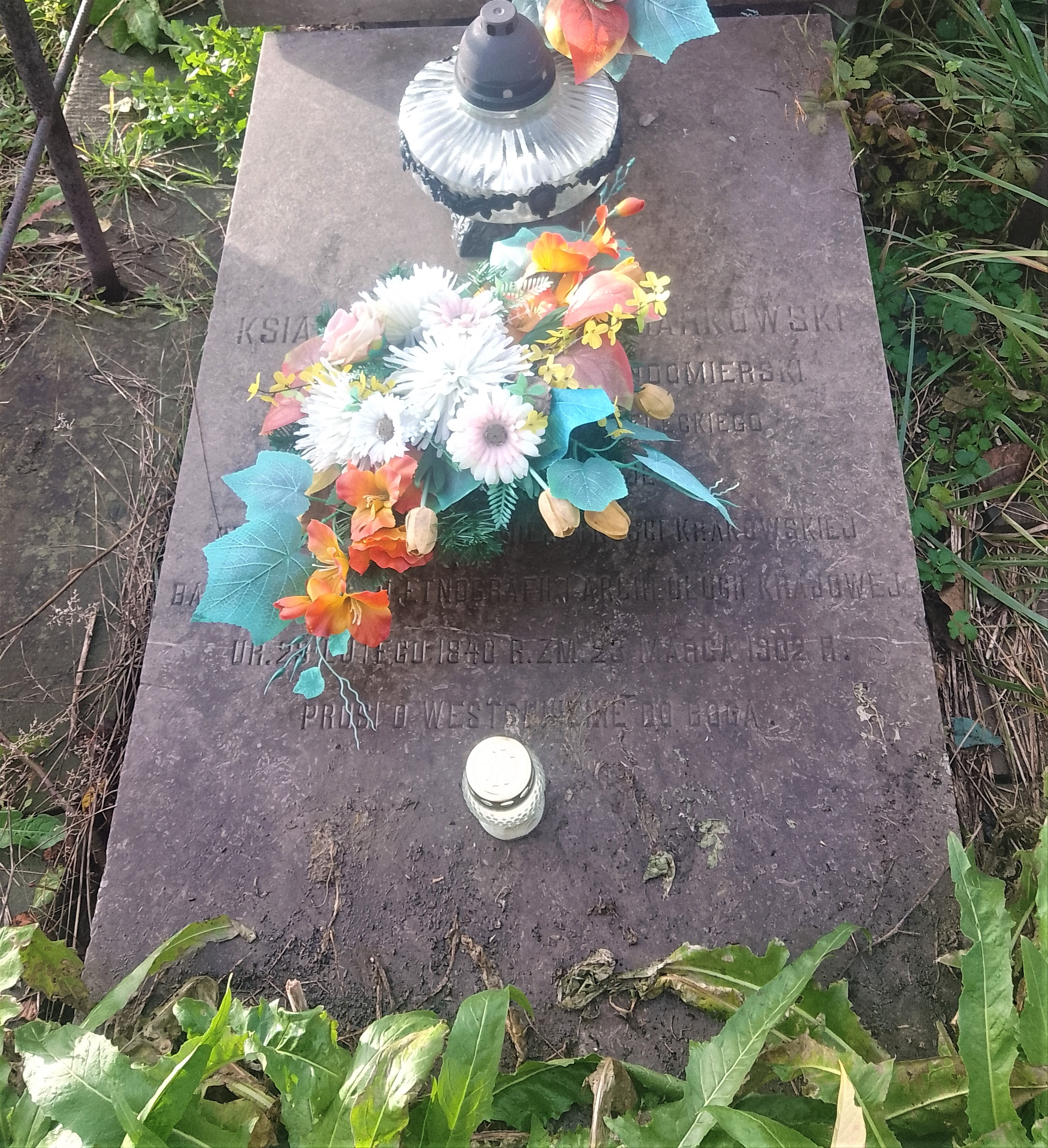
Płyta nagrobna. Fot Dariusz Majchrzak

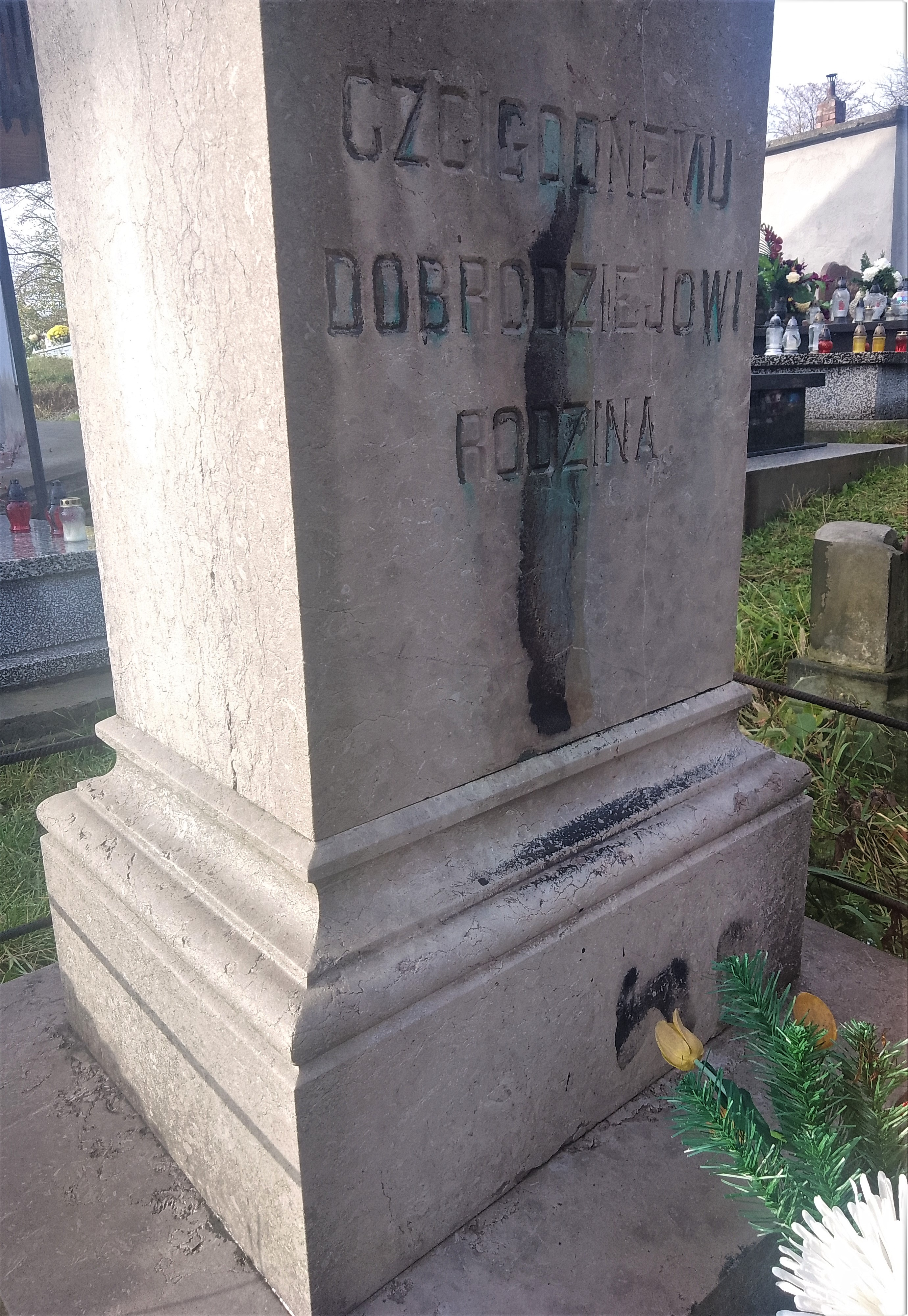
Nagrobek. Fot Dariusz Majchrzak

Władysław Siarkowski (ur. 28 lutego 1840 w Imielnie, zm. 23 marca 1902 w Grodźcu) – duchowny katolicki, historyk i etnograf. 

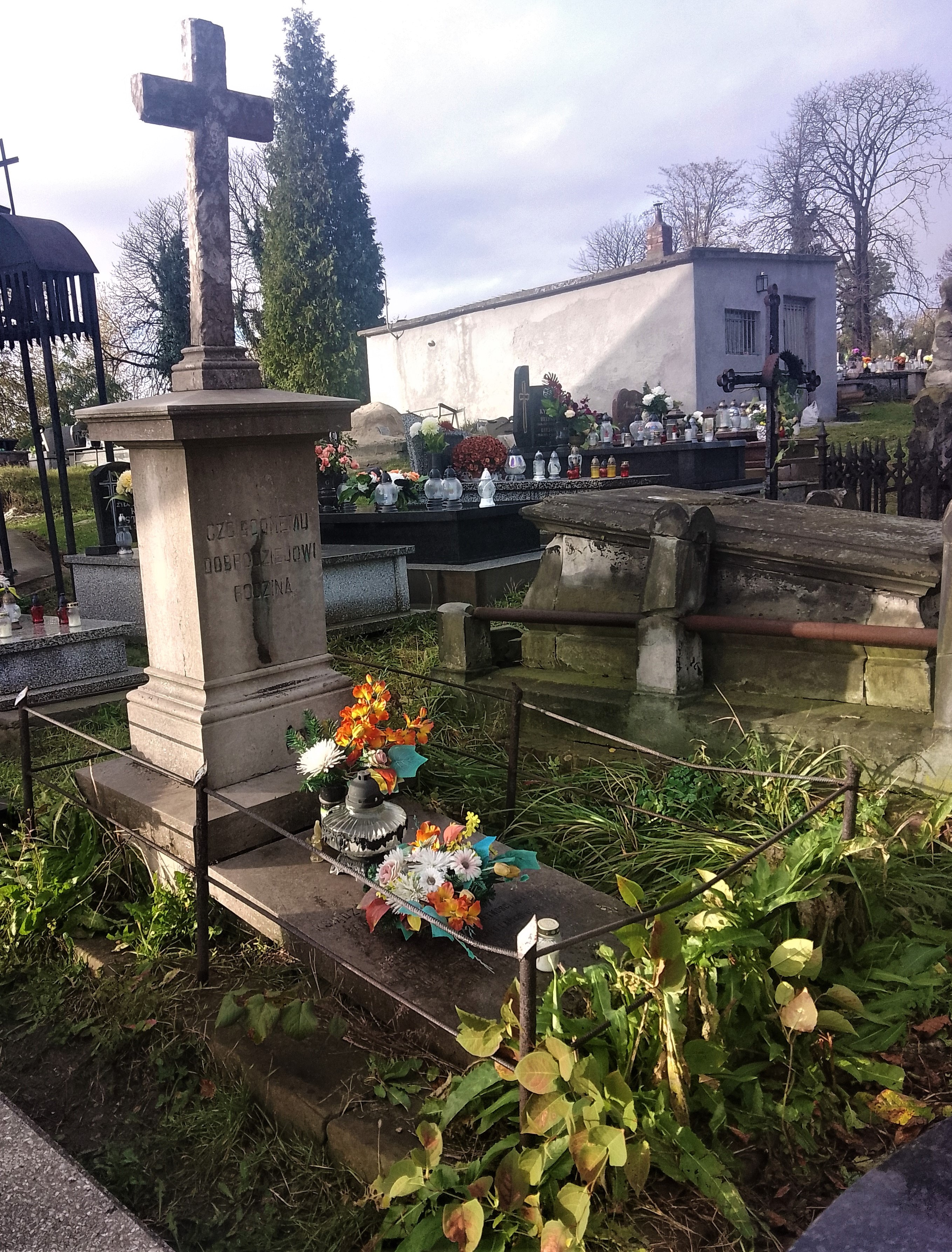
Grób ks. Władysława Siarkowskiego na nekropolii w Będzinie-Grodźcu. Fot. Dariusz Majchrzak

## Życiorys
Całe swoje życie związany z ziemią kielecką. Poza etnografią interesował się historią i archeologią, śledził zachodzące zmiany w kulturze ludu kieleckiego. Badał parafialne archiwa, biblioteki, cmentarze, historię kościołów, czego rezultatem było m.in. odkrycie pogańskiego cmentarza pod Pińczowem i Leszczycami. Współpracownik Oskara Kolberga.
Był synem dzierżawcy Józefa i Antoniny z Zarzeckich. Ukończył 5 klas Gimnazjum św. Anny w Krakowie. W latach 1860–1864 uczył się w Seminarium Duchownym w Kielcach. Święcenia kapłańskie otrzymał z rąk administratora diecezji Macieja Majerczaka 3 lipca 1864 zostając 15 lipca skierowanym do pracy w parafii w Proszowicach. W latach 1866–1872 był wikarym w Kielcach. 13 marca 1873 Tomasz Teofil Kuliński powołał go na stanowisko sekretarza konsystorza a następnie w czerwcu 1874 mianował go notariuszem sądu biskupiego w Kielcach. W styczniu 1877 otrzymał probostwo w Kijach. 21 grudnia 1878 otrzymał tytuł kanonika honorowego biskupstwa sandomierskiego. W 1876 dzięki działaniom Oskara Kolberga został członkiem przybranym (współpracownikiem) Komisji Antropologicznej Akademii Umiejętności w Krakowie. W 1878 został przyjęty w skład Lwowskiego Towarzystwa Archeologicznego. Aktywność duszpasterska i naukowa zahamowała choroba płuc. 16 września 1900 zrzekł się wszystkich swoich obowiązków ze względu na konieczność opieki zamieszkał u rodziny w Grodźcu, gdzie zmarł i został pochowany na miejscowym cmentarzu. Na grobie ks. Siarkowskiego znajduje się następujący napis:

CZCIGODNEMU 

DOBRODZIEJOWI 

RODZINA

Ś. P.

KSIĄDZ WŁADYSŁAW SIARKOWSKI

KANONIK HONOROWY SANDOMIERSKI

REGENT KONSYSTORZA KIELECKIEGO

PROBOSZCZ P. KIJE

CZŁONEK AKADEMII UMIEJĘTNOŚCI KRAKOWSKIEJ

BADACZ NA POLU ETNOGRAFII I ARCHEOLOGII KRAJOWEJ

UR. 23 LUTEGO 1840 R. ZM. 23 MARCA 1902 R.

PROSI O WESTCHNIENIE DO BOGA

W kościele w Kijach została ufundowana dla niego pamiątkowa tablica.

## Wybrane publikacje
- Materiały do etnografii ludu polskiego z okolic Kielc, ZWAK, 1879, t. 3, s. 8.
- Podania i legendy o zwierzętach, drzewach i roślinach, ZWAK, 1883, t. 7, s. 117.
- Materiały do etnografii ludu polskiego z okolic Pińczowa, ZWAK, 1885, t. 9, s. 30.
- Lidia Michalska-Bracha, Krzysztof Bracha, Ksiądz Władysław Siarkowski (1840-1902). Wokół postaci i twórczości, w: Ks. Władysław Siarkowski, Materiały do etnografii ludu polskiego z okolic Kielc. Do druku przygotowali Lidia Michalska-Bracha, Krzysztof Bracha, Kielce 2000, s. IX-XXV.
- Reprinty najważniejszych prac ze współczesnym interdyscyplinarnym komentarzem:
- Ks. Władysław Siarkowski, Materiały do etnografii ludu polskiego z okolic Kielc. Do druku przygotowali Lidia Michalska-Bracha, Krzysztof Bracha, Kielce 2000;
- Ks. Władysław Siarkowski, Materiały do etnologii ludu polskiego z okolic Pińczowa. Do druku przygotowali Krzysztof Bracha, Beata Wojciechowska, Lidia Michalska-Bracha), Kielce 2003;
- Ks. Władysław Siarkowski, Materiały do etnografii i historii Kielc. Pisma wybrane rozproszone. Do druku przygotowali Krzysztof Bracha, Marzena Marczewska, Kielce 2017.